# Johannes Block (Prediger)

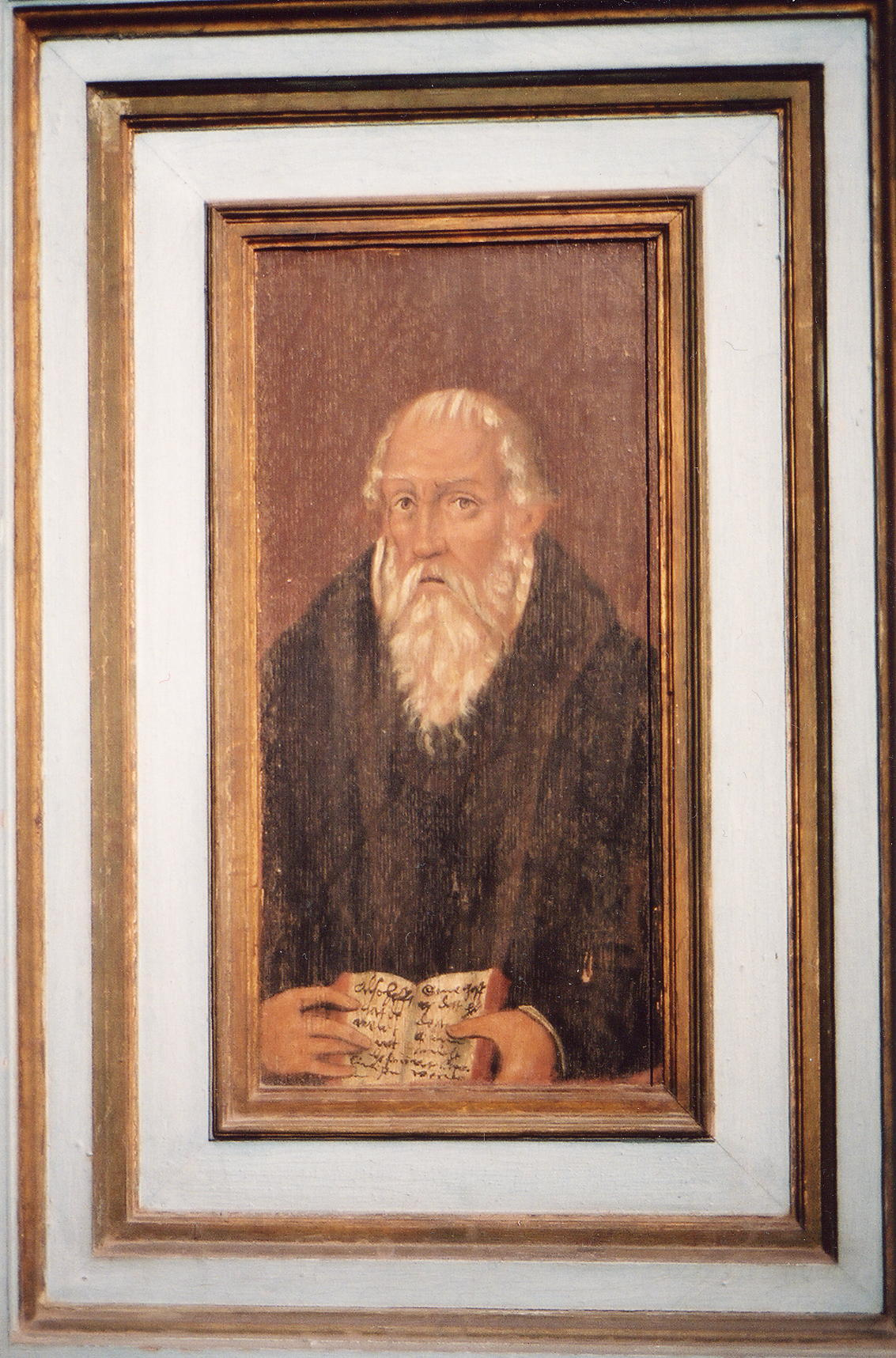
Porträt Johannes Block auf der ehemaligen Brüstung der Predigtkanzel in der Marienkirche Barth, Pommern, unbekannter Meister, E. 16. Jh., heute Depositum im Niederdeutschen Bibelzentrum Sankt Jürgen

Johannes Block, auch: Johannes Block von Stolp (* zwischen 1470 und 1480 in Stolp; † 1545 in Barth) war ein deutscher Prediger in Pommern und im Baltikum sowie der Reformator der Stadt Barth in Vorpommern. Seine Büchersammlung, deren Besitzvermerke wichtige biographische Informationen liefern, ist heute im Besitz der Gemeinde der Marienkirche in Barth und ist als Depositum im dortigen Niederdeutschen Bibelzentrum St. Jürgen aufgestellt.

## Leben
Johannes Block wurde zwischen 1470 und 1480 in der hinterpommerschen Hansestadt Stolp geboren. An der Lateinschule in Treptow an der Rega bzw. im Umfeld der Universitäten Greifswald oder Rostock erhielt er wahrscheinlich auf Vermittlung des späteren Reformators von Pommern, Johann Bugenhagen, gegen Ende des 15. Jahrhunderts eine höhere Ausbildung, die am damals modernen niederländischen Schulhumanismus angelehnt war.
Im ersten Jahrzehnt des 16. Jahrhunderts wurde Block Kleriker im pommerschen Bistum Cammin, arbeitete zunächst als Prediger und baute sich eine entsprechende Bibliothek auf. Bei einem kurzen Aufenthalt in Danzig in den Jahren 1512 und 1513 scheiterte er zunächst mit seiner Suche nach einer Anstellung und ging 1514 in die Hansestadt Dorpat in Estland. Dort erlangte er um 1520 jeweils eine Predigerstelle an der Stadtpfarrkirche Sankt Marien und eine am bischöflichen Dom. In den religionspolitischen Querelen von 1524/25 verlor er jedoch beide Stellen.
Als lutherischer Sympathisant ging Block 1528 nach Wiburg in Südfinnland (heute Russland), um dort bis 1532 dem deutschen Grafen Johann von Hoya († 1535) als Prediger zu dienen. Hier wird er auch als verheiratet erwähnt.
Im Frühherbst 1532 kehrte er nach Pommern zurück, um bei der Vorbereitung der im Dezember 1534 durchgeführten landesfürstlichen Reformation mitzuwirken. Zu Beginn der Fastenzeit 1533 trat Block erstmals als evangelischer Prediger auf dem Friedhof des Hospitals Sankt Jürgen vor den Toren der Stadt Barth auf. Zwischen 1535 und 1544 war Block als Prädikant und Pastor an der Barther Pfarrkirche Sankt Marien eine der verlässlichsten Stützen einer erfolgreichen und nachhaltigen Reformation im Herzogtum Pommern.

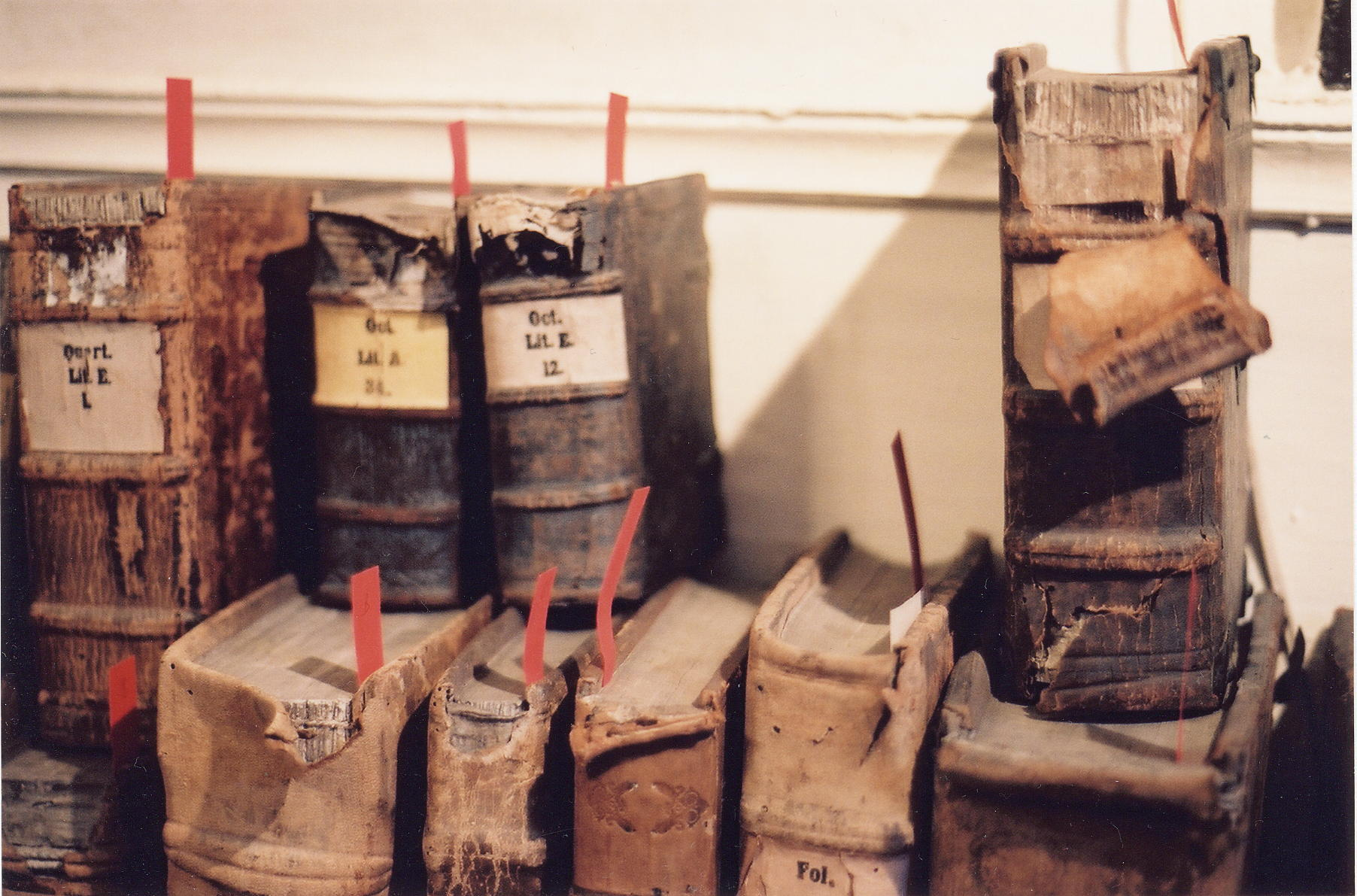
Einige Bücher aus der Büchersammlung des Barther Reformators Johannes Block, heute im Besitz der Marienkirche Barth (Depositum Niederdeutsches Bibelzentrum Sankt Jürgen Barth)

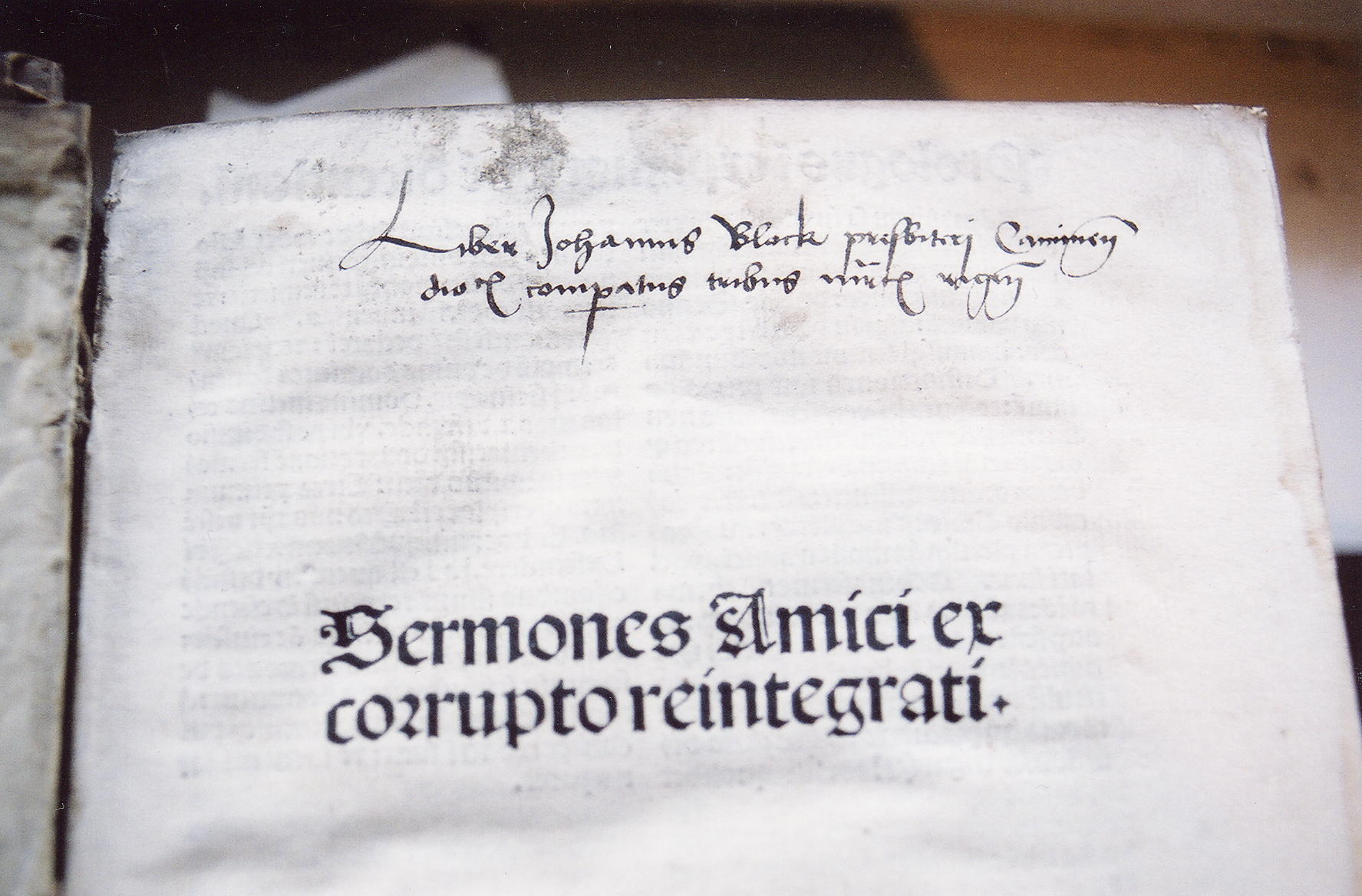
Handschriftlicher Besitzvermerk des Johannes Block, Priester der Diözese Cammin, in dem Sammelband Barth, Marienkirche, 4° E 13 mit fünf Drucken (Basel, Leipzig, Straßburg 1496–1507), gekauft zwischen 1514 und 1520 für drei Mark rigisch in Dorpat: Liber Johannis Block presbyteri Caminensis diocesis comparatus tribus marcis Rigensis

## Büchersammlung
Blocks Büchersammlung ist das Musterbeispiel einer frühreformatorischen Predigerbibliothek. Sie kam nach seinem Tode in die Barther Marienkirche. Heute sind noch mindestens 123 Bände mit acht spätmittelalterlichen Handschriften und 269 Frühdrucken, darunter 48 Inkunabeln (d. h. vor 1500 erschienene Druckwerke) nachweisbar. Rechnet man einige wenige Verluste mit ein, dürfte Blocks Bibliothek gegen Ende seines Lebens aus ungefähr 130 bis 140 Büchern bestanden haben. In ihrer inhaltlichen Geschlossenheit und weitgehenden Unversehrtheit ist sie – nicht nur für die Kirchengeschichte Pommerns – ein Kulturdokument allerersten Ranges. Im Rahmen eines Pilotprojektes unter Leitung der Universitätsbibliothek Greifswald wird die Büchersammlung Blocks digitalisiert und übers Internet frei zugänglich gemacht.
Einige wenige Bände mit Schuldrucken zeigen Block unter dem Einfluss des von der niederländischen Hansestadt Deventer ausstrahlenden Schulhumanismus. Dort wurde seit den 1480er Jahren ein besonderer Wert auf eine gediegene sprachliche und moralphilosophische Ausbildung an Mustertexten der antiken und spätantiken Klassik und Patristik sowie des italienischen Renaissance-Humanismus gelegt.
Blocks Interesse für das Bildungsprogramm des Humanismus brachte ihn in den Folgejahren auch in den Besitz mehrerer kostspieliger lateinischer Werkausgaben der Kirchenväter. In den ersten beiden Jahrzehnten des 16. Jahrhunderts setzte er zusätzlich gezielt auf die Erwerbung lateinischer Predigtliteratur. Er konzentrierte sich dabei auf bewährte Sammlungen von Musterpredigten, nach deren Vorbild er – je nach Bedarf – lateinisch oder in volkssprachlicher Übersetzung predigen konnte.
Unter humanistischem Einfluss zeigte sich Block aber auch offen für die spätmittelalterliche Kirchenreform, die den Boden für die Reformation des Martin Luther mit vorbereitete. Die geistige Verbindung von Humanismus, Kirchenreform und Reformation sieht man bei Block besonders deutlich in den frühen 1520er Jahren in Dorpat, als er sich mehrere kirchenkritische Ausgaben der beiden niederländischen Humanisten Johann Wessel (genannt Gansfort) und Erasmus von Rotterdam kaufte. Die Erwerbung dieser Drucke markiert den Anfang von Blocks Sympathie für die Ideen der evangelischen Bewegung, noch bevor 1524/25 in Dorpat die Reformation eingeführt wurde und er seine beiden Predigerstellen verlor.
Nach Blocks Übertritt zur Reformation hat er als Prediger im Baltikum, in Finnland und schließlich im vorpommerschen Barth den Fundus theologisch-systematischer Drucke des Spätmittelalters fast nur noch mit reformatorischer Kommentarliteratur erweitert. Dabei hat er nicht nur Luther und die Wittenberger, sondern auch die schweizerisch-oberdeutschen Reformatoren, wie Huldrych Zwingli, Martin Butzer, Johannes Oekolampadius, Johannes Brenz u. a., breit rezipiert. Allerdings haben ihn seine leidvollen Erfahrungen mit den reformatorischen Unruhen in Dorpat vorsichtig gegenüber allzu profilierten Meinungen gemacht. So verwundert es nicht, dass in seiner Bibliothek reformatorische Kontroversliteratur, etwa zu den lutherischen Reizthemen „Bauernkrieg“ und „Schwärmertum“, fast völlig fehlt.